# Kdo přežije: Vanuatu
Kdo přežije: Vanuatu (v anglickém originále Survivor: Vanuatu — Islands of Fire) je devátá řada americké reality show Kdo přežije. Natáčela se v létě roku 2004 a premiérově byla vysílána na CBS od 16. září 2004 do 12. prosince 2004. Na českých obrazovkách byla poprvé uvedena na TV Prima.

## Poloha a doba natáčení
Série se odehrává ve Vanuatu konkrétně na ostrově Efate. Natáčela se od 28. června 2004 do 5. srpna 2004.

## Soutěžící
Opět bylo vysazeno 18 trosečníků. Tentokrát byli rozděleni do dvou kmenů podle jejich pohlaví: mužský kmen Lopevi (podle jednoho z vanuatských vulkanických ostrovů) a ženský kmen Yasur (podle hory Yasur) a začali jedno z největších dobrodružství svého života. Později byli zbylí hráči sloučeni do kmene Alinta (jméno, které navrhl Cloud Lee a které znamená "ohnivý lid"). Vyhrát ale nemohou všichni. Šestnáct z nich bude vyloučeno, posledních 7 vyloučených vytvoří porotu, 2 poslední před ní předstoupí, ale jen jeden vyhraje šek na milion dolarů a titul Poslední přeživší.

### Budoucí návraty soutěžících
Po odvysílání Kdo přežije: Vanuatu se Ami Cusack and Eliza Orlins zúčastnili Kdo přežije: Mikronésie.